# Moriles
Moriles é um município da Espanha na província de Córdova, comunidade autónoma da Andaluzia. Tem 19,59 km² de área e em 2021 tinha 3 721 habitantes (densidade: 189,9 hab./km²).

## Demografia
| Variação demográfica do município entre 1991 e 2004 | Variação demográfica do município entre 1991 e 2004 | Variação demográfica do município entre 1991 e 2004 | Variação demográfica do município entre 1991 e 2004 |
| --------------------------------------------------- | --------------------------------------------------- | --------------------------------------------------- | --------------------------------------------------- |
| 1991                                                | 1996                                                | 2001                                                | 2004                                                |
| 3660                                                | 3765                                                | 3730                                                | 3835                                                |